# Paul Breitner
Pour les articles homonymes, voir Breitner.
Paul Breitner est un footballeur allemand né le 5 septembre 1951 à Kolbermoor (Bavière, RFA). Il évolue au poste de défenseur latéral ou de milieu du début des années 1970 au début des années 1980.
Par son talent, son palmarès et sa personnalité, il est l'un des footballeurs les plus marquants des années 1970 et 1980. Il a remporté avec l'équipe d'Allemagne de l'Ouest la Coupe du monde de football 1974 et l'Euro 1972, et est connu pour avoir marqué lors de deux finales de coupe du monde en 1974 et 1982. En club, il a remporté la Coupe d'Europe des clubs champions avec le Bayern Munich en 1974.

## Biographie

### Début au Bayern Munich (1970-1974)
Paul Breitner n'a pas 19 ans lorsqu'il débute en Bundesliga avec le Bayern Munich en 1970. Formé attaquant, il devient rapidement un cadre de l'équipe au poste d'arrière gauche (un poste où il a été à l'origine mis par défaut et auquel il n'avait jamais joué).
Ses convictions et son attitude se heurtent rapidement à la rigueur de Franz Beckenbauer, homme fort du Bayern et de la sélection nationale. Les conflits ouverts entre le Kaiser et Breitner pousseront ce dernier à quitter le Bayern en 1974 et à renoncer à la sélection en 1975.

### Départ au Real Madrid puis retour au pays
En 1974, Paul Breitner rejoint les rangs du Real Madrid, ce qui provoque certaines controverses en Allemagne. Avant de partir, il déclare « être heureux de partir », qu'il « n'a aucun ami au Bayern à part Hoeness » et qu'il « ne se sent plus bavarois ». Sous les couleurs du club madrilène, il est repositionné au milieu de terrain et remporte deux titres de champion d'Espagne en 1975 et 1976.
Il revient en 1977 en Allemagne, dans le club de l'Eintracht Brunswick avant de retourner au Bayern Munich l'année suivante.

### Fin de carrière au Bayern
De retour en Bavière, il est intronisé capitaine en 1979 et forme avec Karl-Heinz Rummenigge, un duo qui sera surnommé par la presse Breitnigge. Il mène le club bavarois à son premier titre de champion depuis six ans. Ses performances sous le maillot du club bavarois lui valent d'être nommé footballeur allemand de l'année en 1981.
Après une dernière saison achevée en 1983, Breitner raccroche définitivement les crampons.

### En équipe nationale

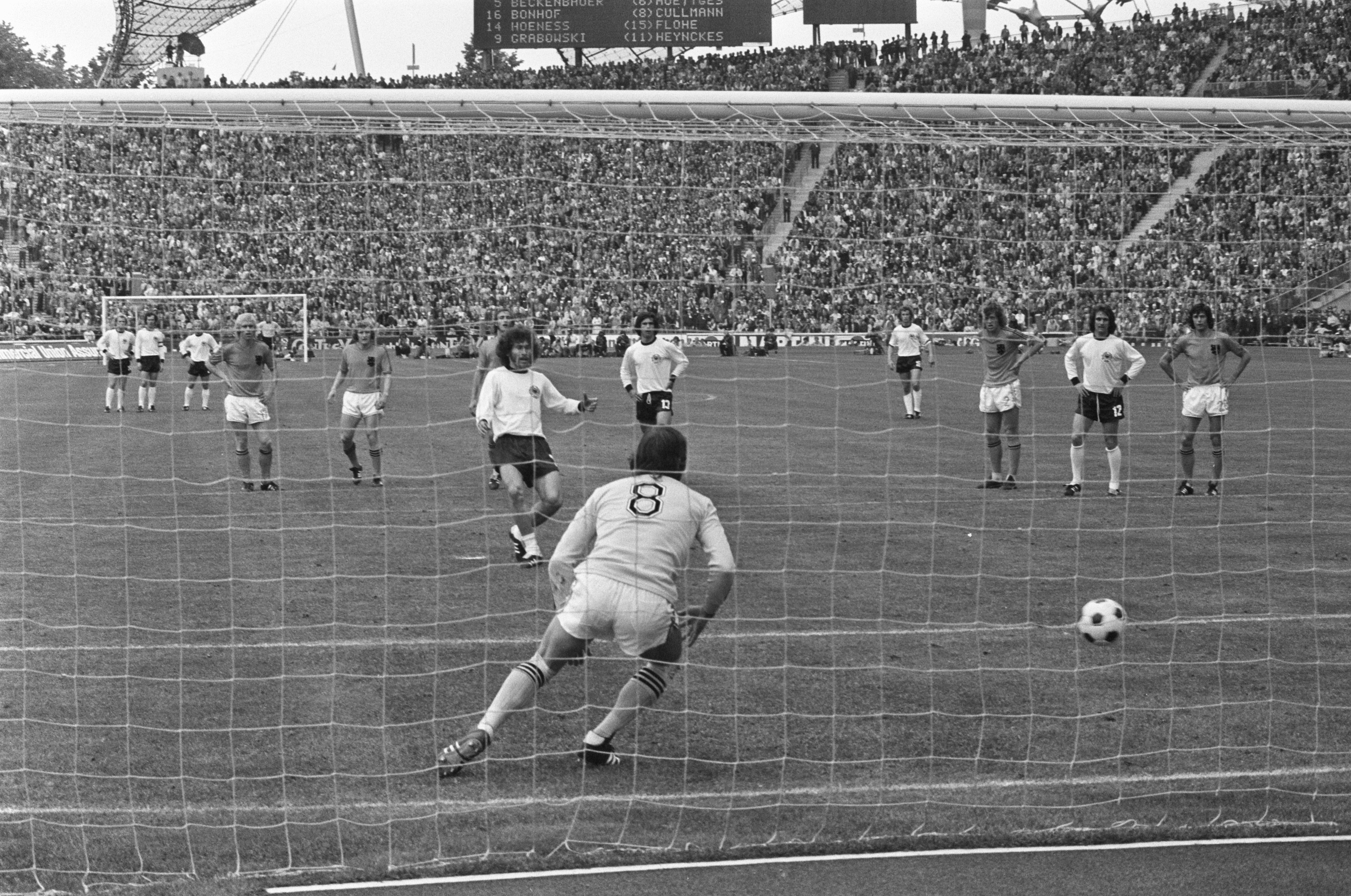
Breitner égalisant sur penalty en finale de la Coupe du monde 1974.

Paul Breitner connaît même une première sélection à peine un an après ses débuts professionnels. Il remporte l'Euro 1972 (dans une sélection allemande souvent considérée comme la meilleure de tous les temps) et la Coupe du monde de football 1974.
Lors de la Coupe du monde, de multiples conflits éclateront entre les joueurs et la fédération. Breitner, qui est l'un des joueurs les plus remontés, sera même sur le point de quitter le centre d'entraînement de la sélection en pleine nuit. Beckenbauer dira plus tard que lui et quelques joueurs passeront le reste de la nuit à le convaincre de rester. Bien leur en prit puisque Breitner marquera 3 buts lors du tournoi, dont un en finale contre les Pays-Bas sur penalty. Breitner racontera plus tard qu'il n'avait été qu'un tireur de penalty par défaut. En effet, pendant tout le tournoi, aucun joueur ne voulait être le tireur attitré de l'équipe. Uli Hoeneß s'en était chargé au début, mais il en avait raté un et ne voulait plus recommencer. Paul Breitner annonça donc avant la finale que si personne ne voulait le faire, lui le ferait. 
En 1981, Paul Breitner revient en sélection, dans le but de participer à la Coupe du monde en 1982. Il déclare que c'est parce que le tournoi se déroule en Espagne et qu'il y a joué trois ans. Néanmoins, Breitner s'illustre encore une fois en dehors du terrain par ses frasques. Le camp d'entraînement de la sélection basée au lac de Schluch (Schluchsee en allemand) est vite rebaptisé Schlucksee ("le lac de la picole") en raison des fêtes alcoolisées et de la débauche qui y règnent. Breitner n'est pas le dernier à y participer mais d'après des propos recueillis dans la biographie Anpfiff de Harald Schumacher, il est l'un des rares à tenir son rôle à l'entraînement les lendemains difficiles et ne rate pas une seule passe. Le 8 juillet 1982, à Séville, il participe au match d'anthologie contre la France en demi-finale de Coupe du monde mais ne peut résister à l'Italie en finale. Le but qu'il inscrit alors à la 82e minute est d'ailleurs assez anecdotique. Il racontera plus tard que le match contre la France avait sérieusement éprouvé les joueurs allemands et qu'ils n'avaient pu rivaliser en finale contre les Italiens.

### Reconversion
Début 1998, Paul Breitner est nommé conseiller technique par le doyen des clubs autrichiens, le FC Vienna.

## Personnalités

### Style de jeu
Sur le terrain, il se taille rapidement une réputation de joueur rugueux, aimant le défi physique et se distinguant notamment par ses frappes lointaines et puissantes. Cela est accentué par son look hirsute, lui donnant des airs de barbare, et sa chevelure épaisse et bouclée qui lui vaudra le surnom de der Afro. Mais c'est aussi hors du terrain que Breitner se fait remarquer. Anticonformiste, provocateur, esprit libre, Paul Breitner s'illustre par son franc-parler et ses positions de gauche : à 20 ans, il déclare admirer Mao, lire Marx et souhaiter la défaite des Américains au Vietnam! Ces déclarations lui vaudront d'être considéré comme un "intellectuel rebelle" par les médias allemands et comme un personnage populaire et controversé outre-Rhin. 

### Un personnage controversé

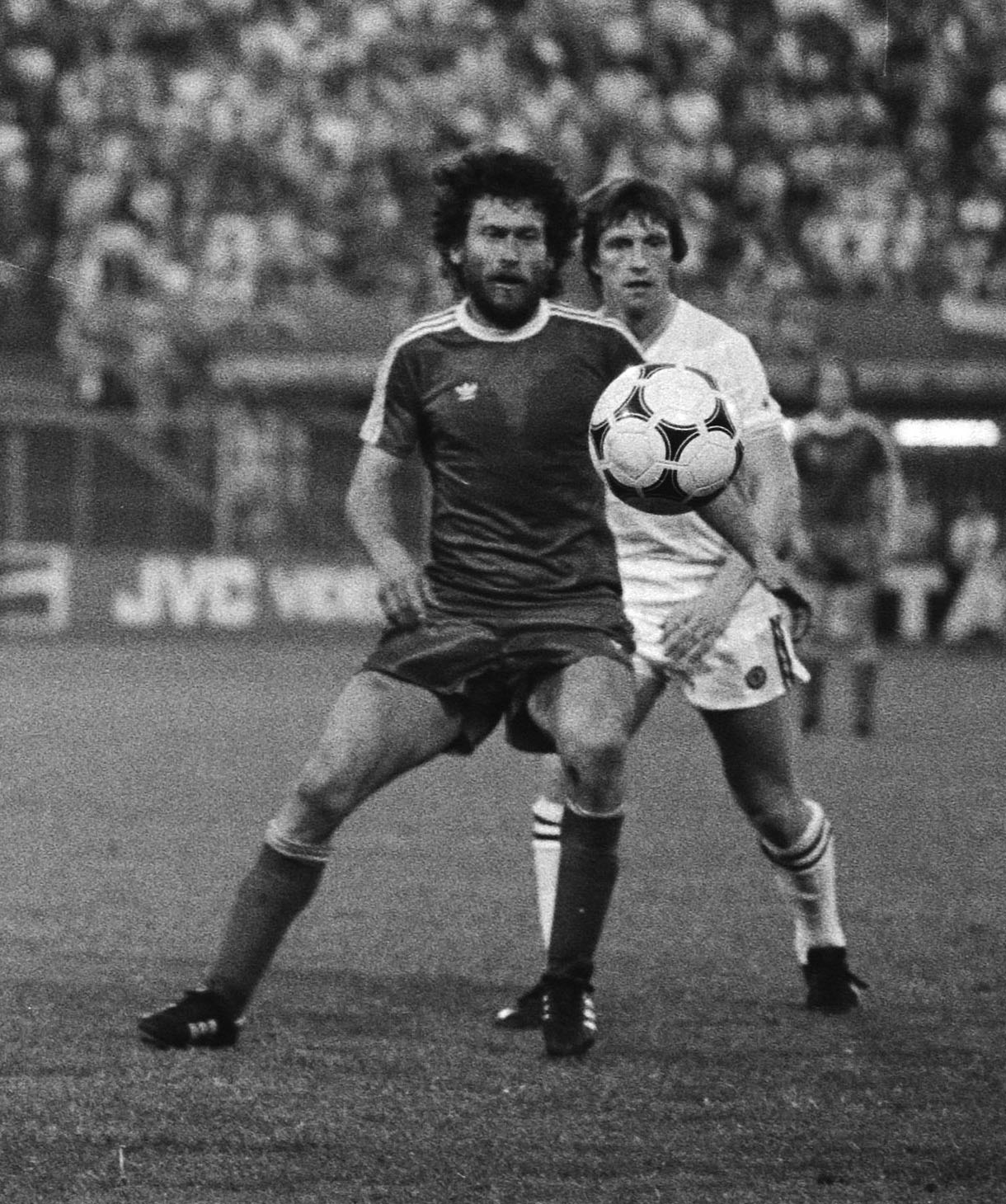
Paul Breitner en 1982.

Breitner, par sa personnalité, son franc-parler et son caractère fut un footballeur particulièrement controversé. Anticonformiste, il pose lors de ses débuts sur une photo aux côtés d'un portrait de Mao, déclare lire Lénine et Marx et affiche une sympathie pour Che Guevara. Considéré par le New York Times comme un « héros de la contre-culture allemande », Breitner sera néanmoins à de nombreuses reprises critiqué par les médias et le public pour ses frasques, son style de vie et son appât du gain souvent en contradiction avec les positions et les convictions qu'il affichait. Son salaire élevé, son goût pour les voitures de sport de luxe, ses prétentions salariales et les primes qu'il exigeait de la DFB et du Bayern Munich seront aussi critiqués par la presse. En 1982, il accepte même de se raser la barbe pour 150 000 DM offerts par une compagnie de cosmétiques.
Joueur caractériel, il n'a pas hésité à fustiger entraîneurs et coéquipiers et clubs dans lequel il a joué tout au long de sa carrière. Il a ainsi déclaré qu'Udo Lattek était l'entraîneur « ayant le moins d'autorité en Bundesliga », que Beckenbauer était le « fossoyeur du football » après sa prise de fonction à la tête de la sélection nationale et insultait publiquement Jupp Derwall, entraîneur-adjoint de la sélection en 1978. Il avait aussi critiqué le côté « nouveau riche » du Bayern Munich en 1974 et l'amateurisme de l'Eintracht Brunswick, club pour lequel il avait joué une seule saison en 1977-1978. Volontiers provocateur, il publia un livre avant la Coupe du monde 1982, où il fustigeait ce qu'il considérait être les travers du foot. 
Les contradictions du personnage et sa réputation sulfureuse ne lui permettront pas d'exercer par la suite une carrière d'entraîneur dans le football. En 1998, il est nommé sélectionneur de l'équipe d'Allemagne de football mais ne reste que 17 heures en poste devant le refus de nombreux officiels de travailler avec lui. Il travaille désormais comme chroniqueur dans les journaux et comme commentateur télé. 
Selon son coéquipier de l'équipe d'Allemagne Harald Schumacher, la résistance physique de Breitner était telle que lors de la Coupe du monde de football 1982, il écumait les boîtes de nuit, se saoulait, mais ne ratait pas une passe à l'entraînement le lendemain matin. Il a aussi marqué dans deux finales de coupe du monde en 1974 et en 1982, un record qu'il partage avec les Brésiliens Vavá et Pelé et les Français Zinédine Zidane et Kylian Mbappé.

## Statistiques
| Saison                | Club                   | Championnat           | Championnat | Championnat | Coupe(s) nationale(s) | Coupe(s) nationale(s) | Compétition(s) continentale(s) | Compétition(s) continentale(s) | Compétition(s) continentale(s) | Allemagne | Allemagne | Total | Total |
| Saison                | Club                   | Division              | M.          | B.          | M.                    | B.                    | Comp.                          | M.                             | B.                             | M.        | B.        | M.    | B.    |
| 1969-1970             | Bayern Munich          | Bundesliga            | -           | -           | 1                     | 0                     | -                              | -                              | -                              | -         | -         | 1     | 0     |
| 1970-1971             | Bayern Munich          | Bundesliga            | 21          | 2           | 5                     | 0                     | C3                             | 4                              | 0                              | -         | -         | 30    | 2     |
| 1971-1972             | Bayern Munich          | Bundesliga            | 30          | 4           | 6                     | 0                     | C2                             | 8                              | 1                              | 7         | 1         | 51    | 6     |
| 1972-1973             | Bayern Munich          | Bundesliga            | 32          | 4           | 11                    | 2                     | C1                             | 5                              | 0                              | 6         | 0         | 54    | 6     |
| 1973-1974             | Bayern Munich          | Bundesliga            | 26          | 7           | 4                     | 1                     | C1                             | 7                              | 1                              | 10        | 3         | 47    | 12    |
| Sous-total            | Sous-total             | Sous-total            | 109         | 17          | 27                    | 3                     | -                              | 24                             | 3                              | 23        | 4         | 183   | 27    |
| 1974-1975             | Real Madrid            | Primera División      | 29          | 3           | -                     | -                     | C1                             | 6                              | 0                              | 3         | 1         | 38    | 4     |
| 1975-1976             | Real Madrid            | Primera División      | 25          | 6           | -                     | -                     | C1                             | 7                              | 0                              | 1         | 0         | 33    | 6     |
| 1976-1977             | Real Madrid            | Primera División      | 30          | 1           | -                     | -                     | C1                             | 3                              | 0                              | -         | -         | 33    | 1     |
| Sous-total            | Sous-total             | Sous-total            | 84          | 10          | -                     | -                     | -                              | 16                             | 0                              | 4         | 1         | 104   | 11    |
| 1977-1978             | Eintracht Braunschweig | Bundesliga            | 30          | 10          | 4                     | 4                     | C3                             | 5                              | 1                              | -         | -         | 39    | 15    |
| Sous-total            | Sous-total             | Sous-total            | 30          | 10          | 4                     | 4                     | -                              | 5                              | 1                              | -         | -         | 39    | 15    |
| 1978-1979             | Bayern Munich          | Bundesliga            | 33          | 12          | 2                     | 1                     | -                              | -                              | -                              | -         | -         | 35    | 13    |
| 1979-1980             | Bayern Munich          | Bundesliga            | 32          | 10          | 3                     | 2                     | C3                             | 10                             | 4                              | -         | -         | 45    | 16    |
| 1980-1981             | Bayern Munich          | Bundesliga            | 30          | 17          | 2                     | 0                     | C1                             | 8                              | 1                              | 3         | 0         | 43    | 18    |
| 1981-1982             | Bayern Munich          | Bundesliga            | 29          | 18          | 6                     | 5                     | C1                             | 7                              | 5                              | 17        | 5         | 59    | 33    |
| 1982-1983             | Bayern Munich          | Bundesliga            | 22          | 9           | 2                     | 1                     | C2                             | 6                              | 3                              | -         | -         | 30    | 13    |
| Sous-total            | Sous-total             | Sous-total            | 146         | 66          | 15                    | 9                     | -                              | 31                             | 13                             | 20        | 5         | 212   | 93    |
| Total sur la carrière | Total sur la carrière  | Total sur la carrière | 369         | 103         | 46                    | 16                    | -                              | 76                             | 16                             | 48        | 10        | 539   | 145   |

## Palmarès

### Titres et trophées collectifs
- 48 sélections et 10 buts avec l'équipe d'Allemagne entre 1971 et 1982.
- Champion du monde : 1974 avec la  RFA
- Finaliste de la Coupe du monde : 1982 avec la  RFA
- Champion d'Europe : 1972 avec la  RFA
- Vainqueur de la Coupe d'Europe des clubs champions : 1974 avec Bayern Munich
- Finaliste de la Coupe d'Europe des clubs champions : 1982 avec Bayern Munich
- Champion d'Allemagne : 1972, 1973, 1974, 1980 et 1981 avec Bayern Munich
- Vice-champion d'Allemagne : 1970 et 1971 avec Bayern Munich
- Champion d'Espagne : 1975 et 1976 avec Real Madrid
- Coupe d'Allemagne : 1971 et 1982 avec Bayern Munich
- Coupe d'Espagne : 1975 avec Real Madrid

### Distinctions personnelles
- Onze d'argent : 1981.
- Footballeur allemand de l'année : 1981.